# Stadskantoor Leuven

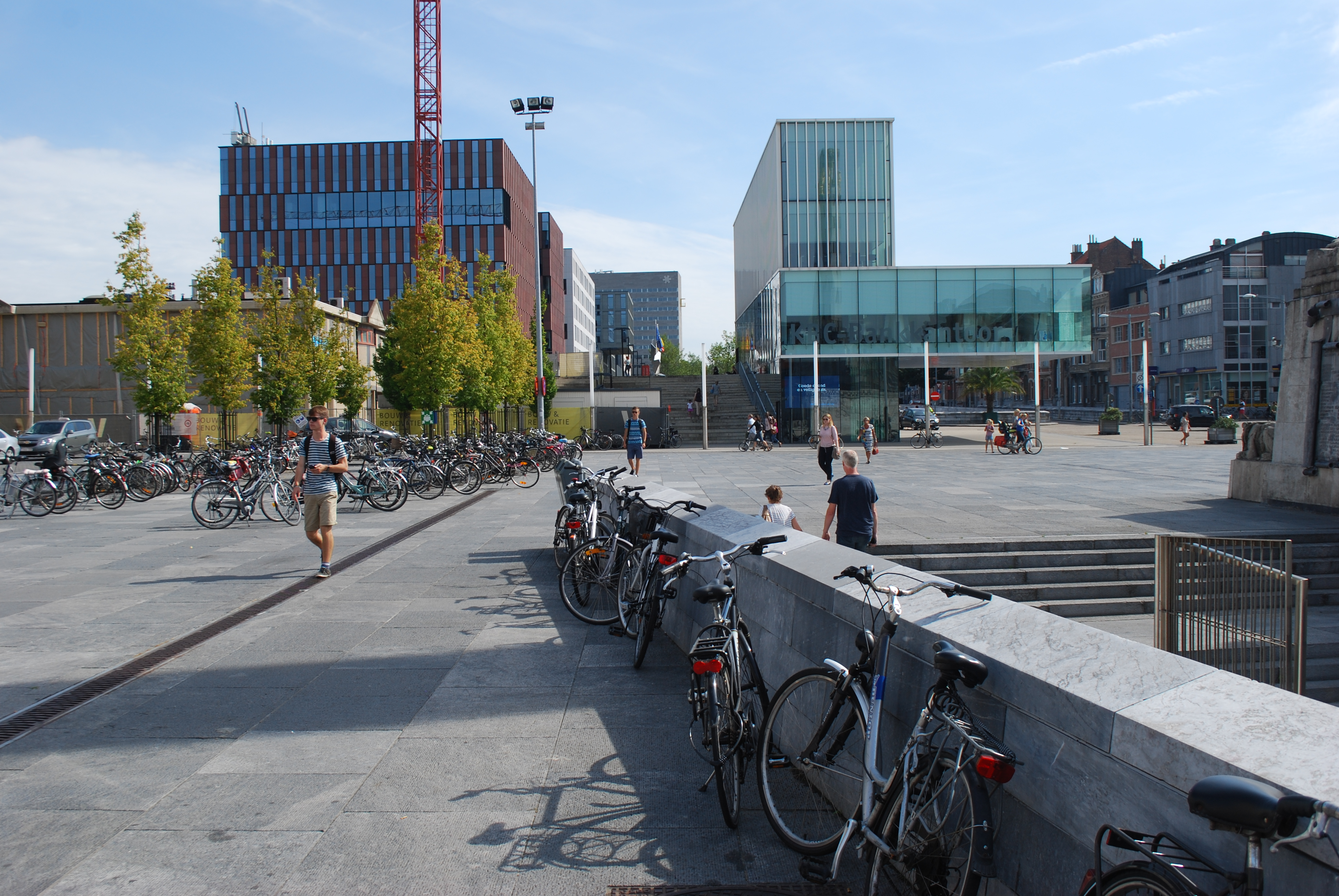
Het Martelarenplein met links het Stadskantoor

Het Stadskantoor Leuven is een kantoorgebouw in de Belgische stad Leuven. Het gebouw huisvest bijna alle administratieve diensten van de stad Leuven. Het is gelegen naast het station van Leuven aan het Professor Roger Van Overstraetenplein.

## Omschrijving
Het Stadskantoor Leuven werd in 2008 gebouwd en vormt onderdeel van het KBC-kantorencomplex tussen het station van Leuven, het Martelarenplein, de Tiensevest en het Provinciehuis van Vlaams-Brabant. In december 2008 vond de verhuis van de administratieve diensten van het historische stadhuis van Leuven op de Grote Markt naar het Stadskantoor plaats. In het Stadskantoor zijn bijna alle administratieve diensten van de stad gevestigd, waaronder de stadsloketten, het college van burgemeester en schepenen en het stadssecretariaat.
In januari 2020 bleek het Stadskantoor te klein voor de 350 personeelsleden van de stad Leuven die er werken, en werd bekeken om in de toekomst enkele stadsdiensten van het Stadskantoor naar het nabijgelegen kantoorgebouw van De Lijn aan het Martelarenplein te verhuizen.

## Kunst
Voor het Stadskantoor staat het beeldhouwwerk Hand van Prometheus van kunstenaar Wouter Mulier. Het beeld toont de hand van de Griekse god Prometheus en werd in 2008 voor het Stadskantoor geplaatst. Het is een geschenk van het onderzoekscentrum imec aan de stad Leuven en een hulde aan Roger Van Overstraeten, de oprichter van IMEC.
In oktober 2018 werden op initiatief van 11.11.11 verschillende raamtekeningen op het Stadskantoor aangebracht, waaronder een tekening van zuster Jeanne Devos aan de ingang van het gebouw.